# 潭州府
潭州府，明朝的府。
元朝至正二十四年（1364年），朱元璋改天临路为潭州府，治所在长沙县、善化县（今湖南省长沙市）。属湖广省。辖境相当今湖南省益阳、汨罗、桃江等市县以南，安化、涟源等市县以东，双峰、攸县、茶陵等县以北地区。洪武五年（1372年）改名长沙府。 